# Pacto pela Restauração da Mata Atlântica
O Pacto pela Restauração da Mata Atlântica (PACTO) é um movimento brasileiro criado em 2009 com o intuito de regenerar as áreas relacionadas ao bioma Mata Atlântica no Brasil. O movimento reúne cerca de 300 membros, sendo eles ONGs, órgãos públicos, empresários, donos de propriedades e institutos de pesquisa. É considerado o maior esforço coletivo que busca a restauração de um bioma na América Latina. O Pacto possui como meta principal a restauração de cerca de 15 milhões de hectares de Mata Atlântica até o ano de 2050.

## História
Em 08 de abril de 2009, o Pacto pela Restauração da Mata Atlântica foi lançado de início por cerca de quarenta organizações ambientalistas, empresas, indivíduos e governos. Além da meta estabelecida de reflorestar cerca de 15 milhões de hectares da Mata até o ano de 2050, o projeto inicialmente buscou a disseminação de técnicas de reflorestamento, o monitoramento dos esforços de restauração, a geração de emprego e renda nas atividades de reflorestamento e concentrar ações de cumprimento do Código Florestal brasileiro nos 17 Estados que contemplam o bioma.
Em edição especial do ano de 2011, o movimento recebeu o Prêmio Muriqui, premiação concedida em reconhecimento pelas ações realizadas em prol da conservação da biodiversidade, divulgação de conhecimentos tradicionais e científicos e a promoção ao desenvolvimento sustentável da Mata Atlântica.
Estima-se que até 2020, o Pacto foi capaz de apoiar a restauração de cerca de 1 milhão de hectares de floresta nativa do bioma, atendendo ao Desafio de Bonn criado pelo governo da Alemanha em conjunto com União Internacional para a Conservação da Natureza (IUCN).

## Atividades
O PACTO realizou a elaboração de diversos documentos direcionados a guiar a atuação de seus membros para as suas atividades essenciais. Um deles documentou as principais áreas de de potencial para a restauração da Mata Atlântica, o que equivale a cerca de 17,7 milhões de hectares segundo o levantamento. Também, mapeou as diferentes ações de restauração que já existem para o bioma, identificado que cerca de 51 mil hectares estão em processo de restauração pelos seus membros, o que culminou na elaboração de um banco de dados dessa atividade, disponível atualmente no Observatório de Restauração e Reflorestamento. Além disso, membros e parceiros do movimento atuaram na elaboração de artigos científicos relacionados com a atividade em questão.
O movimento também coordena o podcast chamado Tom da Mata, o qual apresenta histórias de pessoas (entre celebridades, técnicos e pesquisadores) que atuam na restauração e conservação do bioma Mata Atlântica no país. O objetivo do projeto é transmitir o conhecimento e experiências dessas pessoas para reforçar aos jovens residentes do ambiente urbano, principalmente, a importância da floresta e a necessidade de conexão com a natureza. Foram duas séries com cerca de 16 episódios cada, disponíveis em diferentes plataformas de podcasting.
A respeito do monitoramento das atividades de recuperação florestal, o PACTO elaborou indicadores que apresentam os resultados referentes a três eixos distintos: ecológico, social e de gestão. Estes indicadores estão descritos no Protocolo de Monitoramento de Programas e Projetos de Restauração Florestal, o qual foi utilizado como base para os Estados de São Paulo e Rio de Janeiro criarem os seus próprios protocolos.

### Documentos guia publicados pelo PACTO
- Referencial dos Conceitos e Ações de Restauração Florestal (2009).
- Mapa de Áreas Potencias para Restauração Florestal na Mata Atlântica (2009).
- Protocolo de Monitoramento para Programas e Projetos de Restauração Florestal (2013).
- A Reserva Legal que queremos para a Mata Atlântica (2018).

### Artigos científicos publicados por membros e parceiros do PACTO
1. BRANCALION et. al. Ecosystem restoration job creation potential in Brazil. People and Nature, [S.L.], 00, p. 1-9. 2022.
2. SIQUEIRA et. al. Gender inclusion in ecological restoration. Restoration Ecology, [S.L.], v. 29, n. 7, p. 1-5. 2021.
3. CROUZEILLES et. al. Achieving cost‐effective landscape‐scale forest restoration through targeted natural regeneration. Conservation Letters, [S.L.], v. 13, n. 3, p. 1-12. 2020.
4. CROUZEILLES et. al. There is hope for achieving ambitious Atlantic Forest restoration commitments. Perspectives In Ecology And Conservation, [S.L.], v. 17, n. 2, p. 80-83. 2019.
5. BRANCALION et. al. Global restoration opportunities in tropical rainforest landscapes. Science Advances, [S.L.], v. 5, n. 7. 2019.
6. PINTO et. al. Governing and Delivering a Biome-Wide Restoration Initiative: the case of atlantic forest restoration pact in brazil. Forests, [S.L.], v. 5, n. 9, p. 2212-2229. 2014.
7. MELO et. al. Priority setting for scaling-up tropical forest restoration projects: early lessons from the atlantic forest restoration pact. Environmental Science & Policy, [S.L.], v. 33, p. 395-404. 2013.
8. CALMON et. al. Emerging Threats and Opportunities for Large-Scale Ecological Restoration in the Atlantic Forest of Brazil. Restoration Ecology, [S.L.], v. 19, n. 2, p. 154-158. 2011.

## Ligações Externas
Pacto pela Restauração da Mata Atlântica - Site Oficial